# ちゃんと言わなきゃ愛さない
「ちゃんと言わなきゃ愛さない」（ちゃんといわなきゃあいさない）は、日本の演歌歌手・石川さゆりの楽曲。2015年10月21日にテイチクエンタテインメントより発売されたシングルの表題曲として発表された。

## 概要
表題曲の「ちゃんと言わなきゃ愛さない」は、日本テレビ系テレビアニメ『ルパン三世（第4期）』エンディングテーマ。また、本作の表題曲およびカップリング曲ともに大野雄二が作曲・編曲、プロデュースを、本作の表題曲の作詞をつんくがそれぞれ手がけている。また、「ニヒルに愛して」を除く3曲は、バップから同時発売された『ルパン三世』のサウンドトラック・アルバムにも収録されている。

## 収録曲
- 全作曲・全編曲：大野雄二、全演奏：You & Explosion Band

1. ちゃんと言わなきゃ愛さない[3:11] 
作詞：つんく
  - アニメ『ルパン三世（第4期）』エンディングテーマ
2. ニヒルに愛して[5:45] 
作詞：宮沢和史（ex THE BOOM）
3. ラブ・スコール[3:32]
作詞：槇小奈帆
オリジナルはサンドラ・ホーン（日本テレビ系テレビアニメ『ルパン三世（第2期）』エンディングテーマ）
4. MEMORY OF SMILE[3:36]
作詞：有川正沙子
オリジナルは山田康雄（『ルパン三世・Tokyo Transit〜featuring YASUO YAMADA』より）